# Jakub Bruce

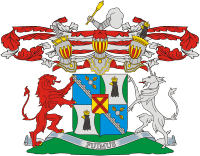
Herb szlachecki Jakuba Bruce’a

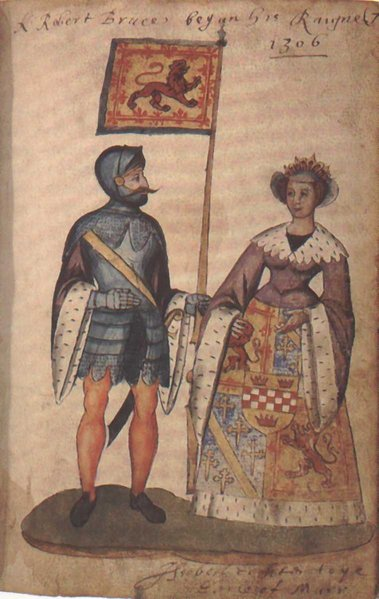
Szkoccy przodkowie Jakuba Bruce’a – król Szkocji Robert I Bruce wraz z małżonką Elżbietą de Burgh

Jakub Bruce (ros. Яков Вилимович Брюс, ang. Jacob James Daniel Bruce), ur. w 1670 w Moskwie, zm. 19 kwietnia?/30 kwietnia 1735 w Glinkach k. Moskwy – rosyjski marszałek polny (1726), hrabia (1721), inżynier wojskowy, uczony i dygnitarz państwowy szkockiego pochodzenia. Jeden z najbliższych współpracowników cara Piotra I, reformator rosyjskiej artylerii.

## Życiorys
Za miejsce urodzenia Jakuba Bruce’a najczęściej wskazywana jest Moskwa, jednak niektóre źródła wymieniają Psków, gdzie z racji służby ojca w miejscowym garnizonie spędził dzieciństwo. Był synem uchodźcy, potomka królów szkockich, który zmuszony uciekać z wysp Brytyjskich przed Olivierem Cromwellem, w 1647 osiedlił się w Rosji i w armii carskiej dosłużył się stopnia pułkownika. Jakub, pomimo doskonałego, domowego wykształcenia, był samoukiem ze szczególnym zamiłowaniem ku matematyce i astronomii.

### Żołnierz
W 1683 wraz ze starszym bratem Romanem został zapisany jako szeregowy do „potiesznego wojska”. W jego szeregach, już w stopniu chorążego, brał udział w wyprawach księcia Golicyna na Krym (1687 i 1689). Towarzyszył carowi Piotrowi I w czasie przewrotu, który obalił regentkę Zofię. W 1694 został porucznikiem rajtarów. W 1695 w stopniu kapitana uczestniczył jako inżynier w I wyprawie azowskiej. Rok później, podczas II wyprawy na Azow (1696), był kapitanem floty. Za sporządzoną w trakcie tej ekspedycji mapę szlaku z Moskwy do Małej Azji (wydaną następnie w Amsterdamie) otrzymał stopień pułkownika. Uczestnik wielkiego poselstwa Piotra do Europy Zachodniej w latach 1697-1698. W 1700 roku został genenerałem-majorem, aktywnie uczestniczył w przygotowaniach do wojny ze Szwecją (1700-1721). Klęska pod Narwą ściągnęła na niego gniew cara i dymisję, jednak niełaska trwała zaledwie rok. Ponownie przywrócony do łask, od 1701 stał na czele Prikazu Nowogrodzkiego, zajmującego się zaopatrywaniem armii rosyjskiej w Inflantach. Brał również bezpośredni udział w walkach – uczestniczył w oblężeniu i zdobyciu Nöteborga (1702) i Rygi (1710), zajęciu Nienszanc (1703), Narwy (1704) i Iwangorodu (1704), bitwach pod Kaliszem (1706) i Leśną (1708). W bitwie pod Połtawą (1709) dowodził rosyjską artylerią. W 1704 został p.o. gen.-fedcechmajstra armii rosyjskiej, a w 1706 otrzymał stopień generała porucznika. Wojna północna oprócz awansów przyniosła mu również odznaczenia: Order Św. Andrzeja od cara (za bitwę pod Połtawą) i Order Orła Białego od króla Polski (za kampanię w Polsce). W 1711 został generałem-fedcechmajstrem armii rosyjskiej, co było ukoronowaniem jego wieloletnich wysiłków w dziedzinie tworzenia artylerii w Rosji. Autor pierwszych rosyjskich regulaminów, instrukcji i stopni wojskowych dla artylerii, opartych na wzorach zachodnich. W 1712 dowodził artylerią sojuszniczą w czasie walk ze Szwedami na Pomorzu i w Holsztynie. Według wielu historyków sukcesy rosyjskie w wojnie północnej były zasługą przede wszystkim artylerii, sprawnie dowodzonej przez Bruce’a. Uczestnik nieudanej wyprawy pruckiej Piotra I w czasie wojny rosyjsko-tureckiej 1710-1713.

### Dyplomata
Oprócz służby wojskowej, wykonywał też dla cara zlecenia dyplomatyczne; w 1710 odbył kilka podróży do miast hanzatyckich: Gdańska i Elbląga, celem egzekwowania nałożonej na nie kontrybucji, a w latach 1711-1712 podróżował po Europie Zach. z zadaniem werbunku różnego rodzaju specjalistów na służbę rosyjską. W 1717 został mianowany senatorem i prezydentem nowo utworzonego Kolegium Kopalni i Manufaktur. Uczestnik rokowań pokojowych ze Szwecją na kongresie alandzkim (1718-1719) i główny negocjator pokoju nysztadzkiego (1721). W 1721 za zasługi Piotr I nadał mu tytuł hrabiowski. Po śmierci imperatora, był mistrzem jego ceremonii pogrzebowej. Wraz ze wzrostem wpływów wszechwładnego Aleksandra Mienszykowa, niechętny intrygom dworskim, tracił swoje znaczenie. W 1726 złożył dymisję, która została przyjęta. Odszedł ze służby z „odprawą” w postaci stopnia marszałka polnego i Orderu Św. Aleksandra Newskiego (1726).

### Naukowiec
Po dymisji osiadł w swoim majątku Glinki niedaleko Moskwy, gdzie zajął się działalnością naukową. Tam też zmarł w wieku 65 lat.
Jeden z czołowych współpracowników Piotra I w jego dziele reformy Rosji na wzór zachodni i jeden z najbardziej wykształconych ludzi ówczesnej Rosji. Humanista i astronom, władający swobodnie sześcioma europejskimi językami. Jako „człowiek uczony”, wykonywał z polecenia cara-imperatora wiele zadań związanych ze sferą nauki, głównie tłumaczył na rosyjski zachodnioeuropejskie opracowania. Jego staraniom zawdzięczała ówczesna Rosja wprowadzenie i rozwój nowożytnego drukarstwa (w 1706 założył w Moskwie i prowadził pierwszą drukarnię państwową). Był również autorem pierwszego słownika rosyjsko-holenderskiego i pierwszej w historii Rosji wydanej na koszt państwa książki – podręcznika geometrii (Gieometrija sławienski ziemliemierie, Moskwa 1708). W 1702 otworzył w Moskwie pierwsze w Rosji obserwatorium astronomiczne. Utrzymywał kontakty z wieloma zachodnimi uczonymi ówczesnej epoki, m.in. korespondował z Newtonem, Leibnizem i Tatiszczewem. Petersburskiej Akademii Nauk zapisał całą swoją spuściznę naukową (pisma, kolekcję różnorodnych okazów przyrodniczych i instrumentów oraz swoją licząca półtora tysiąca woluminów bibliotekę). Był twórcą pierwszej rosyjskiej szkoły inżynieryjno-artyleryjskiej (w Moskwie). W latach 1709–1715 sprawował nadzór nad powstawaniem kalendarza astronomicznego (Kalendar’ ili miesjacesłow christianskij. Po staromu stilu ili isczislieniu na lieto ot wopłoszczenija Boga Słowa 1710. Ot mirobytija 7217. Napieczatan w Moskwie, lieta Gospodnia 1709. Diekabria w dien’, Moskwa 1709), wydawanego drukiem przez następne 200 lat pod nazwą Kalendarz Bruce’a. W 1719 roku zorganizował pierwszą w historii Rosji ekspedycję archeologiczną skierowaną na Syberię. Ze względu na jego zamiłowanie do astronomii i dość obcesowe podejście do spraw wiary, przez wielu współczesnych postrzegany był jako czarnoksiężnik.

## Życie osobiste
Był żonaty z estońską Niemką Margerite Zöge von Manteuffel, która w Rosji przyjęła nazwisko Marfa Andriejewna Ceew. Meli dwie córki, które zmarły w dzieciństwie. Po jej śmieci Bruce żył samotnie.

## Kultura masowa
Jego postać pojawia się w radzieckim filmie przygodowym z 1970 roku pt. Bałład o Beringie i jego druzjach (Ballada o Beringu i jego przyjaciołach) oraz rosyjskich animowanych: serialu z 2010 roku pt. Tajna suchariewoj baszni (Tajemnica Suchariewskiej wieży) i opartego na nim, pełnometrażowego filmu z 2014 pod tym samym tytułem.